# Погостье (посёлок при станции)
Пого́стье — посёлок при станции во Мгинском городском поселении Кировского района Ленинградской области.

## История
Согласно данным переписи населения СССР 1926 года в посёлке при станции Погостье Ладвинского сельсовета Путиловской волости Ленинградского уезда проживали 104 человека — большинство русские, а также татары.
Посёлок при железнодорожной станции Погостье учитывается областными административными данными с 1 января 1927 года.
С 1927 по 1928 год посёлок при станции Погостье входил в состав Лодвинского сельсовета Мгинского района.
С 1928 года в составе Берёзовского сельсовета. В 1928 году население посёлка Погостье составляло 120 человек.

План посёлка при станции Погостье. 1941 год

Согласно топографической карте РККА 1941 года посёлок насчитывал 20 дворов.
С сентября 1941 года посёлок находился под немецкой оккупацией. С декабря 1941 года по март 1942 года станция и посёлок стали ареной кровопролитных боев, периодически переходя из рук в руки. В дальнейшем, вплоть до конца января 1944 года посёлок находился в нескольких сотнях метров от линии фронта.
В 1958 году население посёлка при станции Погостье составляло 32 человека.
С 1960 года в составе Тосненского района.
По данным 1966 и 1973 годов посёлок при станции Погостье также входил в состав Берёзовского сельсовета Тосненского района.
По данным 1990 года посёлок при станции Погостье входил в состав Лезьенского сельсовета Кировского района.
В 1997 году в посёлке при станции Погостье Берёзовской волости не было постоянного населения, в 2002 году — проживали 6 человек (из них русские — 66 %).
В 2007 году в посёлке при станции Погостье Мгинского городского поселения вновь не было постоянного населения.

## География
Посёлок расположен в южной части района к юго-востоку от центра поселения, посёлка Мга.
Расстояние до административного центра поселения — 46 км.
Через посёлок проходит железнодорожная линия Мга — Будогощь. В посёлке находится станция Погостье.
Через посёлок протекает река Мга.

## Демография
| 2007 | 2010 | 2017 |
| ---- | ---- | ---- |
| 0    | ↗2   | →2   |